# Harry Kewell
Harold "Harry" Kewell (født 22. september 1978 i Sydney) er en australsk tidligere professionel fodboldspiller.
Kewell spillede blandt andet for Leeds og Liverpool i England. (1995-2003)(2003-2008). Han nåede desuden 56 kampe og 17 scoringer for det australske landshold.
Før sin professionelle karriere spillede Kewell i Marconi Stallions (klub i Sydney).
Han har fået tildelt prisen, som Oceania Player of the Year i 1999, 2001 og 2003. Denne pris gives af et udvalg af journalister.